# Balkány
Balkány is een plaats (város) en gemeente in het Hongaarse comitaat Szabolcs-Szatmár-Bereg. Balkány telt 6 757 inwoners (2006).

## Voetnoten
1. 1 2  A Magyar Köztársaság helységnévtára - Központi Statisztikai Hivatal